# ستايسي كلينسميث
ستايسي كلينسميث (بالإنجليزية: Stacy Clinesmith)‏ مواليد 22 أبريل 1978، هي لاعبة كرة سلة أمريكية سابقة أصبحت مدربة مساعدة. بدأت مسيرتها الاحترافية في سنة 2000. تم اختيارها من قبل فريق ساكرامنتو موناركس خلال الدرافت. يبلغ طولها 5 قدم 5 بوصة (1.7 م). اعتزلت اللعب في 2002. لعبت مع ساكرامنتو موناركس وديترويت شوك في الاتحاد الوطني لكرة السلة النسائية.

## روابط خارجية
- ستايسي كلينسميث على موقع الاتحاد الوطني لكرة السلة النسائية (الإنجليزية)
- ستايسي كلينسميث على موقع كلية كرة السلة في سبورتس رفرنس.كوم (الإنجليزية)
- ستايسي كلينسميث على موقع بروبوليرز (الإنجليزية)
- ستايسي كلينسميث على موقع سبورتس رفرنس (الإنجليزية)